# St. Petersburg Ladies Trophy 2018
Il St. Petersburg Ladies Trophy 2018 è stato un torneo femminile di tennis giocato su cemento indoor. È stata la 9ª edizione del St. Petersburg Ladies Trophy, la seconda della categoria Premier nell'ambito del WTA Tour 2018. Il torneo si è giocato alla Sibur Arena di San Pietroburgo dal 29 gennaio al 4 febbraio 2018.

## Partecipanti

### Teste di serie
| Nazionalità | Giocatrice               | Ranking* | Testa di serie |
| ----------- | ------------------------ | -------- | -------------- |
| Danimarca   | Caroline Wozniacki       | 2        | 1              |
| Lettonia    | Jeļena Ostapenko         | 7        | 2              |
| Francia     | Caroline Garcia          | 8        | 3              |
| Francia     | Kristina Mladenovic      | 11       | 4              |
| Germania    | Julia Görges             | 12       | 5              |
| Russia      | Anastasija Pavljučenkova | 18       | 6              |
| Russia      | Elena Vesnina            | 19       | 7              |
| Russia      | Dar'ja Kasatkina         | 25       | 8              |

* Ranking al 15 gennaio 2018.

### Altre partecipanti
Le seguenti giocatrici hanno ricevuto una wild card per il tabellone principale:
- Petra Kvitová
- Anastasija Potapova
- Elena Vesnina
- Vera Zvonarëva

Le seguenti giocatrici sono passate dalle qualificazioni:

- Tereza Martincová
- Viktória Kužmová
- Roberta Vinci
- Elena Rybakina

La seguenti giocatrice è entrata in tabellone come lucky loser:
- Andrea Petković

### Ritiri
Prima del torneo
- Simona Halep →sostituita da  Andrea Petković
- Ana Konjuh →sostituita da  Tatjana Maria
- Elise Mertens →sostituita da  Donna Vekić
- Anastasija Sevastova →sostituita da  Kateřina Siniaková
- Barbora Strýcová →sostituita da  Maria Sakkarī
- Carla Suárez Navarro →sostituita da  Mona Barthel

## Punti e montepremi
| Torneo              | Torneo              | V       | F      | SF     | QF     | 2T     | 1T    | Q  | Q3    | Q2    | Q1  |
| Singolare femminile | Punti               | 470     | 305    | 185    | 100    | 55     | 1     | 25 | 18    | 13    | 1   |
| Singolare femminile | Premi in denaro ($) | 137,125 | 73,065 | 39,080 | 21,010 | 11,265 | 7,150 | –  | 3,210 | 1,705 | 950 |
| Doppio femminile    | Punti               | 470     | 305    | 185    | 100    | -      | 1     | –  | –     | –     | –   |
| Doppio femminile    | Premi in denaro ($) | 42,650  | 22,900 | 12,510 | 6,365  | -      | 3,460 | –  | –     | –     | –   |

## Campionesse

### Singolare
Petra Kvitová ha sconfitto in finale  Kristina Mladenovic con il punteggio di 6-1, 6-2.
- È il ventunesimo titolo in carriera per la Kvitová, il primo della stagione.

### Doppio
Timea Bacsinszky /  Vera Zvonarëva hanno sconfitto in finale  Alla Kudrjavceva /  Katarina Srebotnik con il punteggio di 2-6, 6-1, [10-3].